# Tokugawa Mitsusada
Tokugawa Mitsusada (徳川 光貞, né le 28 janvier 1627, mort le 25 septembre 1705) est un daimyo durant l'époque d'Edo (1603-1868). Il est fils et héritier de Tokugawa Yorinobu et petit-fils de Tokugawa Ieyasu. Parmi ses fils se trouve Yoshimune, le huitième shogun Tokugawa. Une de ses filles épouse Ichijō Kaneteru.
Mitsusada, qui fait partie du gosanke, gouverne le domaine de Wakayama de son château de Wakayama où il est né. Il est porteur de plusieurs titres protocolaires dont celui de gon-dainagon. Sa tombe se trouve au Chōhō-ji à Wakayama. 